# Nicos Poulantzas
Nicos Poulantzas (en griego Νίκος Πουλαντζάς) (Atenas, 30 de septiembre de 1936- París, 3 de octubre de 1979) fue un sociólogo político marxista greco-francés. En la década de 1970 Poulantzas se hizo conocido junto a Louis Althusser, como uno de los referentes intelectuales de la corriente marxista estructuralista y, aunque al principio era leninista, acabó apoyando el eurocomunismo. 
Su trabajo se centró principalmente en la teoría del Estado y en la política, en particular en "Poder político y clases sociales" (1969) y "Las clases en el capitalismo actual" (1975). Se preocupó progresivamente por los problemas de estrategia política en las diversas condiciones del capitalismo europeo y realizó importantes contribuciones al análisis histórico del fascismo y la caída de las dictaduras en la Europa del Sur (la Revolución de los Claveles de Portugal y el Metapolítefsi de Grecia en 1974) a través de tres obras relevantes: "Fascismo y dictadura" (1974); "La crisis de la dictadura" (1976) y "Estado, Poder y Socialismo" (1978).
En 1979 se suicidó, lanzándose del vigesimosegundo piso de la Torre de Montparnasse de París -por entonces el rascacielos más alto de la ciudad- abrazado a sus libros. Aunque recientemente se ha sostenido que fue una de las víctimas de la Operación Gladio.

## Orígenes y formación
Sus padres, el abogado Arístides Poulantzas y Angélica Kariofili, vivían en la calle Verantzerou, cerca de la Plaza Vathis y el Mercado Central de Atenas. Los años de niñez y adolescencia de Nikos, coinciden con dramáticos acontecimientos de la historia griega del segundo cuarto del siglo XX: la caída de la Segunda República Helénica y la restauración de la monarquía griega en 1935, la Ocupación de Grecia por las Fuerzas del Eje el 6 de abril de 1941, la "gran hambruna" del invierno del año 41' (el más frío del período), la lucha de la resistencia griega, la Masacre de Kalávrita en 1943 y la insurrección comunista que desencadenó una guerra civil y el nacimiento de la Guerra Fría.
Después de terminar la escuela primaria, Nikos Poulantzas ingresó al liceo de clases privilegiadas "Ethnikon Ekpaideftirio Anavryton" (llamado Gimnasio Experimental) y a la École française d’Athènes al mismo tiempo. Allí empieza sus lecturas del marxismo a través de la filosofía francesa y de Jean-Paul Sartre en particular, ya que la circulación de los textos clásicos de Marx y Engels eran de difícil acceso. En 1953, el mismo año en que se celebró el acuerdo de Londres para la reducción de la deuda alemana suscrito por Grecia entre otros países, recibió el diploma de Bachillerato y una mención especial en sus exámenes de Filosofía.
En 1957, al tiempo que participaba en múltiples debates sobre la llamada "cuestión de Chipre", recibió el título de Abogado. Poco tiempo después se unió a la Armada Griega, viajó por Europa Occidental y se instaló en París. En la universidad, se involucró en su primera actividad política de izquierda con el sindicato de estudiantes. Más tarde, se incorporó a la Izquierda Democrática Unida (EDA), que era una forma jurídica amplia del Partido Comunista griego antes de sus disolución en 1968.
En 1960, obtuvo el permiso para ejercer la abogacía pero nunca lo utilizó. Se trasladó a Alemania para cursar dos semestres de seminarios de Filosofía y Filosofía del derecho en las universidades de Múnich y Heildelberg. Realizó su tesis doctoral en filosofía del derecho, "El renacimiento del derecho natural en Alemania" (publicada en 1964), en la que intentó desarrollar una concepción del derecho basada en Lucien Goldmann y Georg Lukács.
En la década de 1960, plagada de luchas ideológicas, políticas y sociales, Poulantzas leyó a Antonio Gramsci a través de la revista italiana "Crítica Marxista" y comenzó a trabajar con Althusser, fuerte crítico del pensamiento de aquel. El auge del althusserianismo durante la segunda mitad de esa década, bloqueó la circulación de la obra gramsciana por su reafirmación del papel del sujeto dentro del marxismo. Según el autor Norman Geras, para la tradición estructuralista francesa no hay sujetos en la historia, solo individuos que ocupan estructuras objetivas. Así, Poulantzas se vio involucrado en la renovación del marxismo y fue testigo presencial del "Mayo francés".
Entre 1961 y 1964, Poulantzas preparó su tesis para la Escuela de Derecho y Ciencias Sociales de la Universidad de París. Su tema era "Naturaleza de las cosas y derecho". Desde 1962 hasta 1965, trabajó como ayudante en esa institución. En 1966, se casó con la escritora francesa y activista feminista Annie Leclerc.

## Teoría del Estado
La teoría del Estado de Poulantzas fue generada como una crítica a las concepciones más simplistas del marxismo. Los marxistas instrumentalistas sostienen que el Estado es simplemente un instrumento en manos de una clase social determinada.
Es posible diferenciar en los escritos de Marx al menos dos explicaciones analíticas diferentes de la relación entre el Estado (superestructura política) y la sociedad civil (subestructura económica). La primera, expuesta en el "Manifiesto Comunista", es la concepción del Estado como instrumento de la clase dominante que cumple la función de coordinar sus intereses a largo plazo y como reflejo de los intereses burgueses subyacentes: "el gobierno moderno no es sino un comité administrativo de los negocios de la clase burguesa". Esa mirada se basa en el Estado del siglo XVII como poder político subordinado a la clase burguesa.
La segunda explicación se expone de manera contingente en "El 18 de brumario de Luis Bonaparte" (1852). Marx hace una distinción entre el poder político y el poder económico, y reconoce que, si bien Luis Bonaparte pudo arrebatar el poder político a la clase burguesa no puso en peligro su poder económico.
En el contexto de las enormes movilizaciones sociales de 1968 en Francia e Italia, tiene lugar en Europa Occidental un debate sobre la estrategia de los partidos comunistas y las organizaciones de la izquierda radical hacia el Estado. Una amplia gama de teóricos tratará de extender o renovar el análisis marxista y, en particular, el realizado por Lenin en su obra El Estado y la revolución (1918).
En 1968, cuando Poulantzas comenzó a dictar clases de Sociología en el Centre universitaire de Vincennes (un establecimiento experimental abierto luego del desmembramiento de la Universidad de París) y a trabajar en la revista Les Temps Modernes, se editó su primera obra: Poder Político y clases sociales.
El método de exposición del libro corresponde a un orden lógico, que va de lo general a lo particular: concepción general de lo político, a partir de conceptos -estrictamente delimitados por él- de política, clase social, lucha de clases, poder y función general del Estado; la relación entre política y
clases sociales; la determinación del peso específico de lo político en la articulación de las instancias del modo de producción capitalista; y, finalmente, teoría regional de lo político en este modo de producción, a través del análisis del Estado capitalista y de su relación con las clases y grupos sociales generados por ese modo de producción.
El libro llegó en un momento justo para llenar un vacío: era necesario una teoría de la política y el Estado capitalista. Poulantzas daría desarrollo y contenido a conceptos claves como autonomía relativa para la determinación de las relaciones en las luchas sociales y la apuesta política, estableciendo que la política como nivel no es un aparato de la superestructura económica.

### Debate Poulantzas vs Miliband
El debate Miliband-Poulantzas fue un debate entre los teóricos marxistas Ralph Miliband y Nicos Poulantzas en relación con la naturaleza del Estado. El intercambio fue publicado en New Left Review, a partir de la revisión de 1969 de la publicación de Miliband sobre las democracias burguesas. En el intercambio, Miliband argumenta a favor de un modelo instrumentista del capitalista estado, mientras que Poulantzas toma una posición estructural.
En el estado de la sociedad capitalista, Miliband hace uso de su teoría de cómo funciona el Estado para servir a los intereses capitalistas. Lo hace, según él, debido a (1) el origen social de los miembros del gobierno estatal y (2) los vínculos personales e influencia entre los miembros del gobierno del estado y las élites de la clase dominante. Poulantzas no estaba de acuerdo con el enfoque de Miliband, adoptando una posición estructural. Afirma que el Estado es una entidad objetiva capitalista, que no puede servir a ningún propósito que no sea la preservación del modo de producción capitalista. Por otra parte, sostiene que si los miembros de la clase dominante son las mismas personas que los que manejan el Estado, esto no es más que una coincidencia: el Estado sirve a los intereses capitalistas, independientemente de quién está a cargo.

### Evolución de su posición teórica:"Estado, poder y socialismo"
En un interesante capítulo sobre la teoría del estado marxista, el teórico político George Taylor propone un esquema diacrónico de diálogo entre diferentes autores marxistas, quienes se cuestionan unos a otros realizando múltiples interpretaciones del economicismo, el Estado, los agentes, la estructura, el historicismo y la hegemonía. Taylor dedica una sección a Nicos Poulantzas, partiendo de los cambios observados en el pensamiento estratégico del autor entre sus obras "Poder político y clases sociales" (edición inglesa de 1974) y "Estado, Poder y Socialismo" (edición inglesa de 1978).
Poulantzas inicia la obra planteando la paradoja del Estado capitalista europeo sosteniendo que, si bien es evidente que estamos "rodeados muy de cerca por un Estado que, en sus comportamientos mas insignificantes, demuestra su relación con intereses concretos y extremadamente precisos", no obstante, "aunque la burguesía sigue sacando muchos beneficios de ese Estado, no siempre está satisfecha con él" (Poulantzas, 1978:12).
Utiliza el concepto de autonomía relativa, préstamo literario que toma de Althusser, para señalar que la función del Estado como hegemonía de clase, actuando a largo plazo en beneficio de la burguesía, debe conservar un cierto margen de independencia en sus decisiones respecto a la clase dominante. Para ello, el Estado "se mueve dentro de un equilibrio inestable", en el que caben compromisos entre las clases dominantes y los dominados "y, en este sentido, puede adoptar medidas que son positivas para las masas" (Poulantzas, 1978:31,127-45).
Un ejemplo de esto puede ser la implementación de un estatuto de los derechos de los trabajadores en Italia, redactado e impulsado en 1970 por el ministro de Trabajo socialista, Giacomo Brodolini. El estatuto fortaleció enormemente la autoridad de los sindicatos en las fábricas, proscribió el despido sin causa justificada, garantizó la libertad de reunión y expresión en el taller, prohibió a los empleadores mantener registros del sindicato o afiliaciones políticas de sus trabajadores y prohibió las contrataciones que no se realizaran a través de la oficina estatal de empleo. Para Poulantzas, esas modificaciones ayudan a reeditar una alianza entre el trabajo y una fracción particular del capital y el Estado.
En cuanto al papel del Estado en los fundamentos del sistema de producción, Poulantzas se separa de la concepción "negativa y simplista" de Althusser. De acuerdo con Poulantzas, para Althusser el Estado "actúa y funciona a través de la represión y la inculcación ideológica y nada más". Lo que "presupone que la eficacia del Estado reside en que prohíbe, excluye... según esta concepción lo económico es algo capaz de reproducirse y regularse a sí mismo, de modo que el Estado sirve únicamente para establecer las reglas negativas del juego económico" (Poulantzas, 1978:30).
Poulantzas se sale de la visión althussiana porque considera que los capitalistas, como clase, están demasiado centrados en su provecho personal inmediato como para ejercer el poder institucionalizado en beneficio común.  Esta consideración genera un problema conceptual: ¿cómo es el caso que un sistema inherentemente divisorio, tal como es el capitalismo, puede coexistir con el poder estatal y generar la estabilidad social necesaria para reproducirse?
Para Poulantzas, en tanto los procesos de identificación y de lucha de clases son inherentes a la forma de producción capitalista, para que estas relaciones se reproduzcan eficazmente es necesario que se amplíe el rol del Estado: a través del desempeño de una función negativa (el engaño ideológico), pero también de un comportamiento "positivo", consistente en garantizar la reproducción del proceso de producción capitalista, por medio de un sistema de alianzas (Poulantzas, 1978:63). Ello es necesario para la existencia a largo plazo del capitalismo (o cualquier gobierno de clase) pues si la clase dominante simplemente reprime los movimientos de los oprimidos y evita hacer concesiones de cualquier tipo, la situación podría desembocar en una revolución.
En relación con el aspecto ideológico, a partir de la noción de hegemonía cultural de Gramsci intermediado por la visión althussiana, Poulantzas se centró en el "nacionalismo" como forma de superar las divisiones de clase del capitalismo.
En relación con el segundo aspecto Poulantzas sugiere que si el grupo dominante forma una  “alianzas” con los grupos subordinados, para obtener su consentimiento y apoyo. Este sistema de alianzas es tanto dentro de las clases como entre ellas. Así, por ejemplo, el sector capitalista dominante puede entrar en alianza con sectores capitalistas menos poderosos a fin de excluir otros, y esos otros pueden a su vez aliarse con otros sectores, incluidos algunos de la clase trabajadora, a fin de tratar de desplazar al primero.
Según Poulantzas, el capitalismo ha promovido una idea de democracia en la que el principio de "una persona, un voto" es condición suficiente para la existencia de una sociedad democrática de masas. De esa forma, se ha desviado la lucha de clases de la estructura económica a la política. Las reglas del ordenamiento democrático de la ley burguesa, así expuestas, configuran un proceso en el que los miembros de una clase se convierten en sujetos jurídicos atomizados, de manera tal que el potencial conflicto entre las clases se diluye en el juego electoral. Este proceso de individualización tiene un doble propósito: "enmascarar y oscurecer las relaciones de clase (el estado nunca se presenta como un Estado de clase)" y concretar "la división y aislamiento de las masas populares" (Poulantzas, 1978:66). En ese orden de ideas, "al enfrentarse con la lucha de la clase trabajadora en el ámbito político, la ley capitalista, por así decirlo, sofoca y canaliza las crisis políticas, de forma que no conduzcan a una crisis del mismo estado" (Poulantzas, 1978: 91).
Con respecto a la convergencia entre ley burguesa y el nacionalismo, hay dos aspectos de la estructura jurídica capitalista: por un lado, está el componente represivo dado que "la ley es el código de la violencia pública organizada" (Poulantzas, 1978:77) y el Estado "tiene el monopolio del legitimo uso de la violencia física" (Poulantzas, 1978:80); por el otro, la ley reproduce individuos atomizados en forma de sujetos jurídicos (evitando así la unidad que surge de las relaciones de producción basadas en la clase) y reunifica al sujeto bajo el concepto del pueblo-nación (Poulantzas, 1978: 87 y 93-120).
La contribución más significativa de la obra, según Taylor, es la idea del Estado como escenario de la lucha de clases. El concepto de "aparato de Estado" involucrado describe un conjunto de instituciones públicas y privadas ubicadas en la superestructura y que desempeñan una función de organización de la clase dominante y desorganización de la clase dominada. Así indica: "Los aparatos del Estado consagran y reproducen la hegemonía haciendo que el bloque de poder y ciertas clases dominadas entren en un juego variable de concesiones provisionales. Los aparatos del Estado organizan y unifican el bloque de poder dominante mediante la permanente desorganización y división de las clases dominadas" (Poulantzas, 1978:140).
Para Poulantzas, el comportamiento político a menudo errático y caótico del aparato del Estado en la definición e implementación de políticas públicas, se debe a la forma en que las instituciones públicas tienen de mediar en las luchas entre los diferentes grupos de clase. Las diferentes ramas o sectores del Estado actúan como centros de poder para diversos grupos de clase o alianzas dentro del bloque de poder dominante y, de esa manera, el Estado se convierte en una mesa de interrelación de redes de poder (Poulantzas, 1978:132).
Como síntesis de lo expresado, Poulantzas define al Estado capitalista como "la condensación material de una relación de fuerza entre clases y fracciones de clase, tal como se expresa, siempre de manera específica, en el seno del Estado" (Poulantzas, 1978:154 y 159). Aquí Poulantzas ha evolucionado de una idea estructuralista del Estado hacia una noción de zona estratégica que solo puede entenderse en un ámbito histórico concreto o en un determinado estadio en la evolución de las formas de producción. El estado capitalista que analiza Poulantzas es el Estado benefactor europeo y en un tiempo en el que, según él, se ha producido un desplazamiento de la lucha de clases desde lo privado (la producción) a lo público (el espacio político y jurídico). La dominación de la clase burguesa se afianza en las múltiples y diversificadas políticas públicas que reflejan la naturaleza de la lucha de clases.
Luego ahonda en el diseño del aparato del Estado: "Las clases y fracciones dominantes existen en el Estado por intermedio de aparatos o ramas que cristalizan un poder propio de dichas clases y fracciones, aunque sea, desde luego, bajo la unidad del poder estatal de la fracción hegemónica. Por su parte, las clases dominadas no existen en el Estado por intermedio de aparatos que concentren un poder propio de dichas clases sino, esencialmente, bajo la forma de focos de oposición al poder de las clases dominantes" (1978: 172).
Desde el punto de vista práctico, la evolución del concepto de Estado capitalista en Poulantzas se vincula estrechamente con la evolución de las estrategias políticas que impulsara a lo largo de la década de 1970, pero siempre centrando su análisis en los procesos políticos europeos occidentales.
Por un lado, Poulantzas observa los acontecimientos políticos en Italia: pérdida de participación de la clase trabajadora en la riqueza industrial (profundización del deterioro económico de 1973) y la conmoción pública por el Caso Lockheed, que se traduce en un electorado de izquierda democrática que ve disminuida la confianza en el Partido Socialista Italiano como motor de cambios en el sistema y en un marcado crecimiento de votos comunistas en las elecciones generales de 1976; los efectos del compromesso storico postulado inicialmente por el Partido Comunista Italiano de Enrico Berlinguer y la debilidad política de la DCI para constituir gobierno. 
Por otro lado, mira el impacto cultural de la Primavera de Praga, en un hecho social que profundizó la desilusión de muchos izquierdistas occidentales con visiones marxistas-leninistas y contribuyó al crecimiento de las ideas eurocomunistas en Occidente, donde los partidos comunistas pretendían una mayor distancia con la Unión Soviética. Así, al viraje político hacia el "eurocomunismo" del dirigente italiano Berlinguer, le sigue el del Partido Comunista Francés liderado por Georges Marchais  y su firma del Programa Común con el Partido Socialista de François Mitterrand, alejándose del control soviético.
El alcance de la "Revolución de los Claveles" de Portugal en 1974, que puso fin a la dictadura de António de Oliveira Salazar, marcó un punto de inflexión en su pensamiento. Poulantzas se cuestiona que la misma no avance en la búsqueda de un estado socialista y atribuye ese defecto a la falta de pensamiento estratégico en la izquierda comunista. A partir de este análisis, llega a la conclusión de que ya no es deseable una estrategia de ataque externo al Estado para tomar el gobierno, tal como las planteadas por Lenin o Gramsci, y que lo deseable es una estrategia que combinara la transformación desde adentro del aparato de Estado mediante "la ampliación y la profundización de las instituciones de la democracia representativa y de las libertades" con "el despliegue de las formas de democracia directa de base y el enjambre de focos autogestionarios" por fuera de ese aparato de Estado (Poulantzas, 1978:313-14)
En ese contexto nace la estrategia política de la “vía democrática al socialismo”. Sobre este punto, en el prefacio a la edición francesa de 2013, el sociólogo Razmig Keucheyan explica dicha estrategia en los siguientes términos: “La ‘vía democrática al socialismo’ preconizada por Poulanzas combina radicalización de la democracia representativa con experiencias de autogestión en la sociedad civil, especialmente –aunque no únicamente- en el lugar de trabajo, y en el sector industrial tanto como en los servicios y la función pública. Ella busca incidir en las contradicciones del Estado capitalista desde el interior y desde el exterior, es decir interviniendo en las instituciones vigentes cuando pueden obtenerse avances en ellas y a la vez presionando sobre los aparatos de Estado a partir de espacios que escapan a ellos, que se mantienen a distancia del poder del Estado” (L´etat, le pouvoir, le socialisme, 2013: 31).

### 1979: las heridas visibles de la socialdemocracia y el eurocomunismo
Desde 1973, coincidiendo con la crisis de los precios del petróleo provocada por la guerra de Yom Kipur y los primeros acuerdos de la Organización de Países Exportadores de Petróleo (OPEP), así como, los posteriores acuerdos comerciales y políticos de la Segunda Cumbre del G-7 (Puerto Rico, 1976), comienza a agravarse la quiebra económica del modelo de bienestar de la postguerra en el que se sustentan los apoyos de los partidos centristas y la socialdemocracia. A su vez, los gobiernos de occidente enfrentan problemas de confianza pública en un cóctel que mezcla hechos de soborno a funcionarios a cambio de ventajas corporativas indebidas (Quid pro quo), actos de espionaje político (Caso Watergate), hechos de evasión fiscal de funcionarios y focos de rebelión fiscal de contribuyentes que desencadenan iniciativas populares para limitar los impuestos a la propiedad (como la Proposición 13 en California de 1978). La democracia más importante del mundo enfrentó las sucesivas renuncias de un vicepresidente (Spiro Agnew) y luego del propio presidente (Richard Nixon).
La agenda política europea comienza a ser ocupada por dos nuevos temas: la inflación y la crisis de gobernabilidad de las democracias occidentales. Las primeras posturas frente al quiebre institucional observado, provienen de obras destacadas de autores ligados con el pensamiento neomarxista publicadas en 1973 y que convergen en el uso del vocablo "crisis": "La crisis fiscal del Estado" de James O'Connor (publicada originalmente en inglés) y "Problemas de legitimación en el capitalismo tardío" de Jürgen Habermas (publicada originalmente en alemán). La crisis fiscal, según O'Connor, proviene del mayor gasto con relación a los ingresos públicos, sumado a que el Presupuesto público soporta las ineficiencias del capitalismo, lo que provoca una posible quiebra del estado de bienestar. La crisis de legitimación, según Habermas, supone que el estado promueve la acumulación de capital y se muestra como el rostro amable del capitalismo ante los ciudadanos. La conjunción de ineficiencias privadas y demandas sociales puede dar lugar a la sobrepolitización de las decisiones sobre materia económica y la paralización del Estado, por la presión social de múltiples grupos económicos con intereses contradictorios entre sí y la imposibilidad de lograr mecanismos de equilibrio para contener esas demandas y satisfacer esos intereses al mismo tiempo. 
Por el lado del capitalismo de empresa, la comunidad de negocios internacional es quien toma la iniciativa y crea la Comisión Trilateral con representación de sociólogos e investogadores de Estados Unidos, Europa occidental y Japón. De allí surge el Reporte de 1975, un documento elaborado y suscrito por Michel Crozier, Samuel P. Huntington y Joji Watanuki, con un diagnóstico social de tipo informal que gira en torno al concepto de "crisis de gobernabilidad" por el que atraviesan las democracias trilaterales. La idea central del reporte se resume en que los problemas originados por la evolución social y la dinámica política de las propias sociedades trilaterales han evolucionado en nuevos desafíos y el surgimiento de nuevos valores que "han generado una quiebra de los significados tradicionales del control social, una deslegitimación de la política y otras formas de autoridad, y una sobrecarga de demandas sobre el gobierno que excede su capacidad para responder"; es decir, que "las demandas sobre el gobierno democrático crecen, mientras que la capacidad del gobierno democrático se estanca".
Según el análisis de Huntington, "la esencia de la oleada democrática de los 60 fue un desafío general al sistema existente de autoridad, pública y privada. En una forma u otra, este desafío se manifestó en sí mismo en la familia, la universidad, los negocios, las asociaciones públicas y privadas, la política, la burocracia gubernamental y los servicios militares" (Report 1975:75). El problema, según esos autores, radica en la ampliación y la profundización de las instituciones de la democracia. Así sostienen que "el espíritu democrático es ecuánime, individualista, populista e impaciente contra las distinciones de clase y rango (...); un penetrante espíritu de democracia puede presentar una amenaza intrínseca y socavar todas las
formas de asociación, debilitando los vínculos sociales que mantienen unidos a la familia, la empresa y la comunidad" (Report 1975:162). 
Como conclusión de ello, los autores del Reporte de 1975 sostuvieron que la alta conflictividad social de los años 1968 a 1969 y la expansión del papel del gobierno democrático en la economía y la sociedad solo ha generado desequilibrios económicos y penurias. Se necesitaba una nueva estrategia política de parte de los líderes políticos en occidente y un nuevo paradigma científico, utilizando para eso todos los avances de la ciencia de investigación en campos como la economía, psicología social, la sociología política, la filosofía del derecho y la antropología económica. Entre las publicaciones que marcarían el inicio de ese nuevo paradigma en la época se destacan: "Las contradicciones culturales del capitalismo" de Daniel Bell (1976), "La Era de la Incertidumbre" de John Kenneth Galbraith (1977), "Los derechos en serio" de Ronald Dworkin (1977) "El mundo de los bienes. Hacia una antropología del consumo" de Mary Douglas y el economista Baron Isherwood (1979), "La distinction. Critique sociale du jugement" de Pierre Bourdieu (1979) y La condition postmoderne: rapport sur le savoir de Jean-François Lyotard (1979).
Los partidos políticos del centro democrático cambiaron su estrategia y culparon por la mala situación a las demandas del eurocomunismo de finales de los sesenta. El eurocomunismo es asociado ahora con actos de violencia terrorista, huelgas paralizantes y destituyentes como los conflictos de los mineros británicos del carbón de 1974 y perjuicios para la economía. A su vez, las principales fuerzas conservadoras consolidaron el discurso de la "crisis de gobernabilidad de las democracias", eclipsando las voces socialdemócratas y eurocomunistas: las dificultades económicas causadas por un fuerte aumento de los precios del petróleo 1973-1974 y en 1979, al igual que el de alimentos y otras materias primas; la creciente deuda externa de los países europeos, la persistencia de la inflación y elevado desempleo, así como el papel de los sindicatos en la formulación de políticas gubernamentales.
Al mismo tiempo, hubo un cambio profundo en la forma de desarrollar campañas electorales en Europa gracias al surgimiento de nuevas técnicas de comunicación audiovisual. La irrupción de los nuevos servicios de asesoría en imagen y marketing político, usando ideas de la exitosa tarea de investigación de Bourdieu sobre los comportamientos y gustos de clase y apoyado en el trabajo "creativo" de costosas agencias de publicidad como Saatchi & Saatchi, hicieron el resto. 
Así, las elecciones generales de los países europeos de 1979 muestran una declinación de la socialdemocracia y el eurocomunismo: la votación en España del 1 de marzo otorgó amplia victoria a la Unión de Centro Democrático; las elecciones británicas del 3 de mayo marcaron el ascenso de Margaret Thatcher y las elecciones italianas del 3 de junio -casi un año después del secuestro y homicidio del líder democristiano Aldo Moro- hundían las posiciones del PCI al tiempo que preanunciaban la muerte del "compromesso storico". A su vez, las primeras elecciones por sufragio universal al Parlamento Europeo, entre el 7 y 10 de junio del mismo año, tampoco dejaron ganancias para el eurocomunismo. En las elecciones danesas del 23 de octubre el Partido Comunista (DKP) perdió todos sus escaños en el Folketing.
El bloque de partidos políticos nucleados en la Internacional Demócrata Cristiana recuperó poder de iniciativa y espacio en la agenda europea, gracias al discurso de la "crisis de la gobernabilidad" y el marketing político.

## Legado
Poulantzas fue particularmente influyente sobre el teórico del estado marxista Bob Jessop.
Poulantzas proporciona un análisis matizado de la estructura de clases en una época en la que la internacionalización de los sistemas de producción (la actual “globalización”) estaba desplazando el poder desde sectores "progresistas" (incluyendo sectores de la clase trabajadora en alianza con " clases medias" y "capitalistas progresistas" -ver Economía mixta)  a sectores capitalistas más "duros". En muchos puntos vaticinó el debate actual en el cual el lenguaje maxista "revolucionario", de palabras como “clase”, “burguesía” y “hegemonía”, encuentra poco eco en la ciencia política contemporánea; dado que el positivismo obliga a los investigadores a concentrarse en entidades objetivas y medibles. Sin embargo, al situar el análisis de clases en el centro del análisis político, Poulantzas nos recuerda que los teóricos son, en sí mismos, agentes políticos y que los trabajos acerca de la política mundial están bañados de la ideología que se supone que tratan de aislar y estudiar.

## Obras mayores
- Poulantzas, Nicos: Las Clases Sociales en el capitalismo actual ( Siglo XXI de España Editores, 1977)
- Poulantzas, Nikos: Poder Político y Clases Sociales en el Estado Capitalista =  Pouvier politique et clases sociales de l'ètat capitaliste  (Siglo XXI XXI, México)
- Poulantzas, Nikos: Fascismo Y Dictadura. La 3.ª Internacional frente al Fascismo.
- Poulantzas, Nikos: Estado, Poder Y Socialismo.
- Poulantzas, Nikos: Clases sociales y alianzas por el poder, Bilbao, Zero, 1973.
- Poulantzas, Nicos: Hegemonía y Dominación en el Estado Moderno. Ed. Siglo XXI, Argentina.
- Poulantzas, Nicos: "Hacia una Teoría Marxista".